# Chór (architektura)

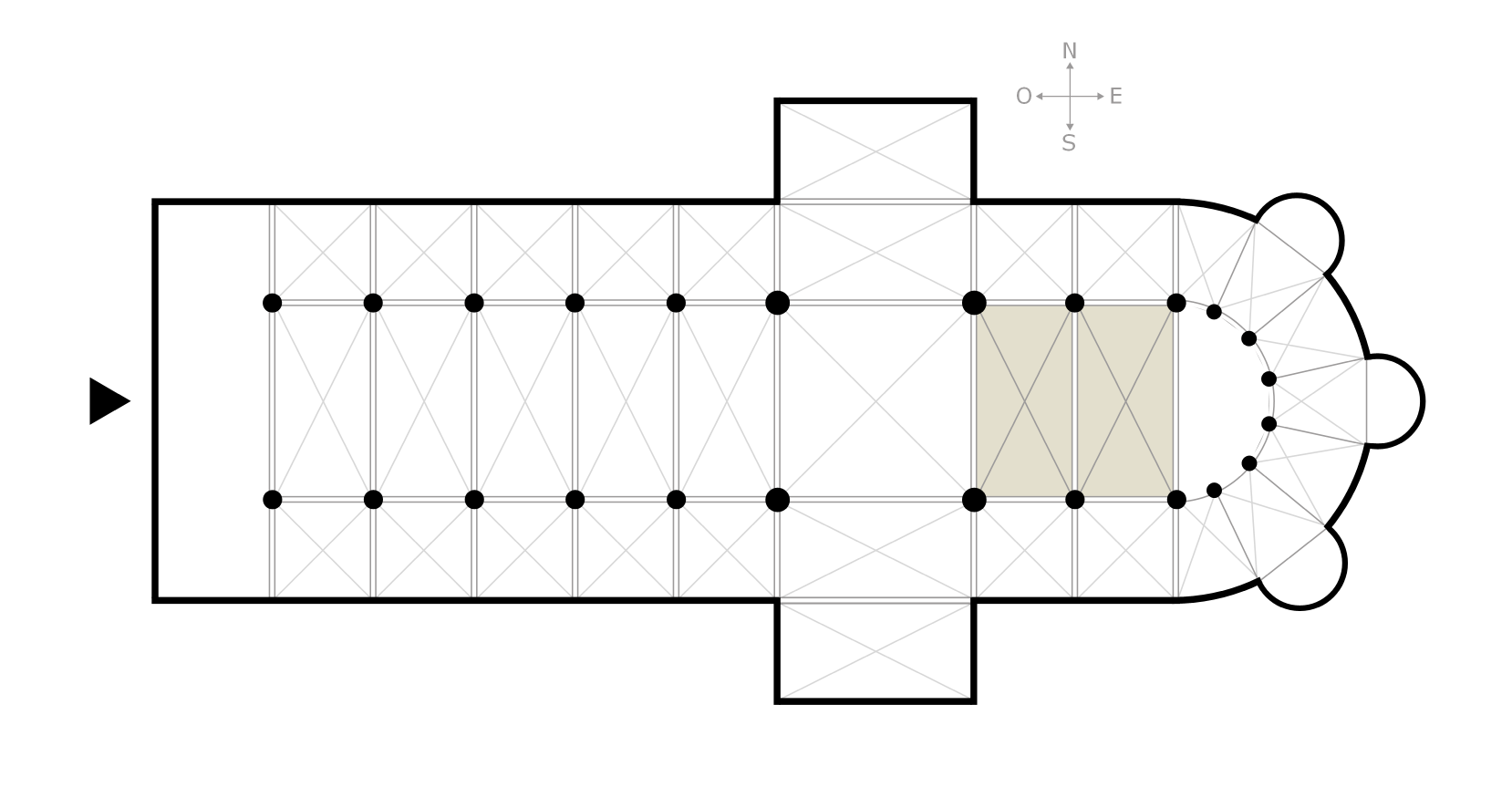
Vyznačení chóru v půdorysu katedrály

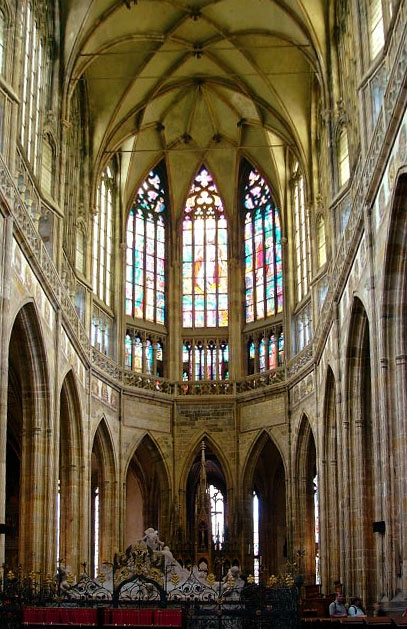
Pohled do chóru pražské katedrály svatého Víta, Vojtěcha a Václava na Pražském hradě

Chór je jiný název pro kněžiště, tedy pro tu část kostela, ve které stojí hlavní oltář a v níž se slouží bohoslužba a čte Písmo.
Striktně vzato je vhodné používat termín chór pouze v případě, kdy jde o klášterní či kapitulní kostel – se sborem mnichů či členů kapituly. Proto je obecně vhodnější používat univerzálnější termín presbytář. U románských kostelů přiléhá k chóru apsida. Od lodi je chór oddělen tzv. vítězným obloukem, označovaným též jako triumfální oblouk. Ve středověku býval v těchto místech umístěn tzv. lettner neboli chórová přepážka. V případně kapitulních či klášterních kostelů (především žebravých řádů) byl chór značně rozlehlý a byly zde umístěny chórové lavice, tzv. stally. U gotických katedrál obíhá chór ještě chórový ochoz s věncem kaplí. V barokním období může být u klášterních kostelů mnišský chór umístěn až za hlavním oltářem, nebo dokonce v samostatné místnosti, která ke kostelu pouze přiléhá, ale není už jeho součástí.
Nejde o místo, kde jsou umístěni zpěváci – pro pěvecký sbor je v kostele vyhrazeno místo na hudebním kůru neboli na kruchtě.

## Poznámka
V antickém divadle šlo o místo pro sbor tanečníků a pěvců.